# سيرغي بوندار
سيرغي بوندار (بالروسية: Сергей Иванович Бондарь)‏ (5 مايو 1963 في أوكرانيا - ) هو مدرب كرة قدم ولاعب كرة قدم روسي في مركز الدفاع. لعب مع FC Znamya Truda Orekhovo-Zuyevo ‏ وساتورن-2 لمنطقة موسكو ‏.